# Видгоф, Давид Осипович
Давид Осипович Видгоф (1867, Одесса — 1933, Сен-Клар-сюр-Эпт, Франция) — российский и французский художник.

## Биография
Родился в 1867 году в Одессе в еврейской семье; отец, Озиас Видгоф, был австрийским подданным, мать — Хава. Учился в Одесском художественном училище и Академии художеств в Германии (Мюнхен), где стал учеником Макса Гертериха. В 1887 году поступил в Академию Жюлиана в Париже, где был учеником Тони Робера-Флёри и Жюля Лефевра.
С 1890 года жил в Париже. Выставлялся в парижских салонах в 1888, 1891 и 1893 годах. Дружил с Альфонсом Мухой и Леоном Дешамом. До 1910 года занимался книжной графикой, затем живописью и графикой. Участник парижских художественных салонов и выставок, в том числе русского искусства. В 1912 году проходит совместная выставка с Александром Альтманом и Наумом Львовичем Аронсоном.
Кавалер ордена Почетного легиона.

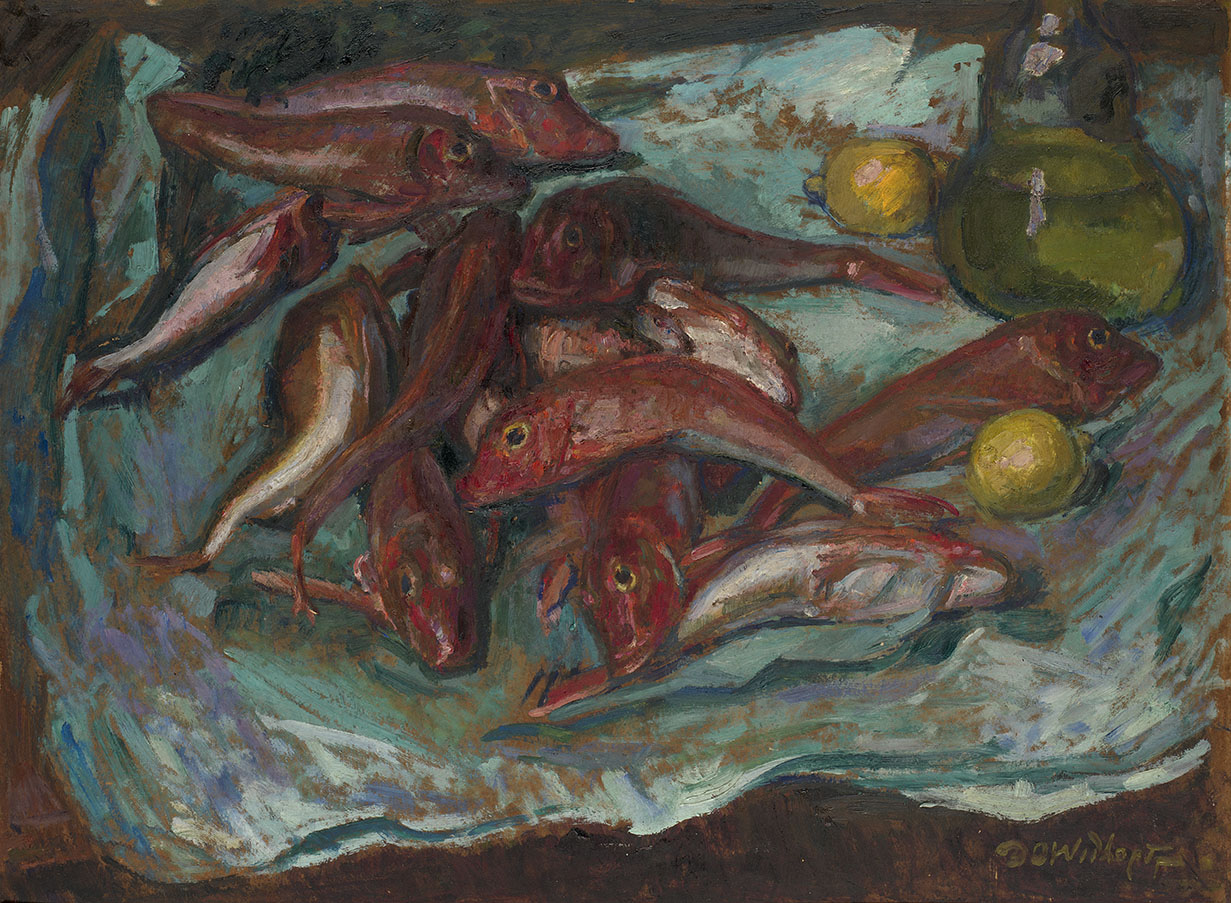
Рыбы и лимоны
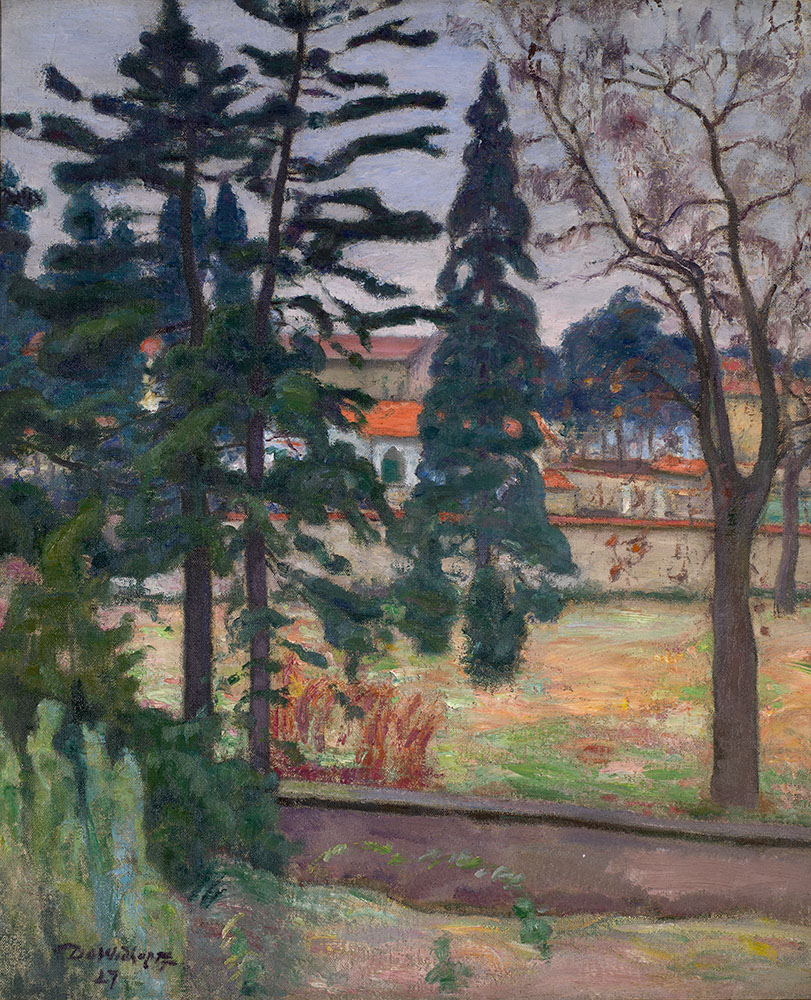
Пейзаж с елями
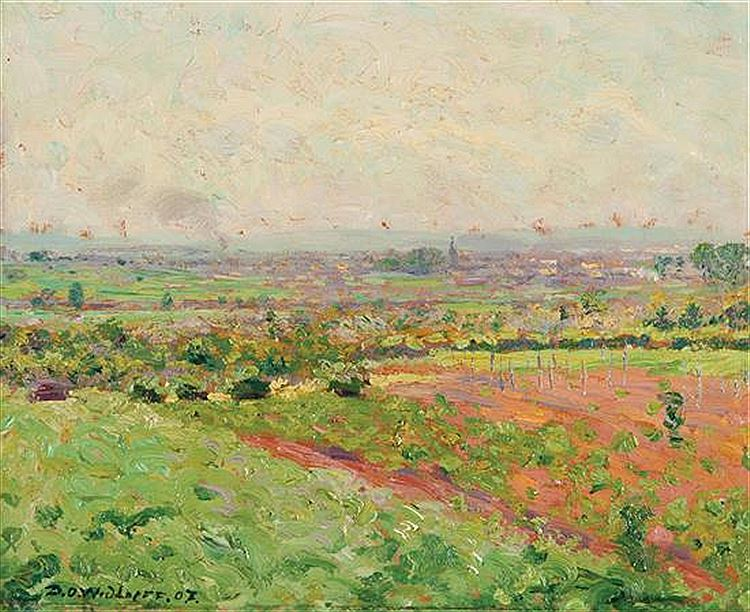
Весна в полях
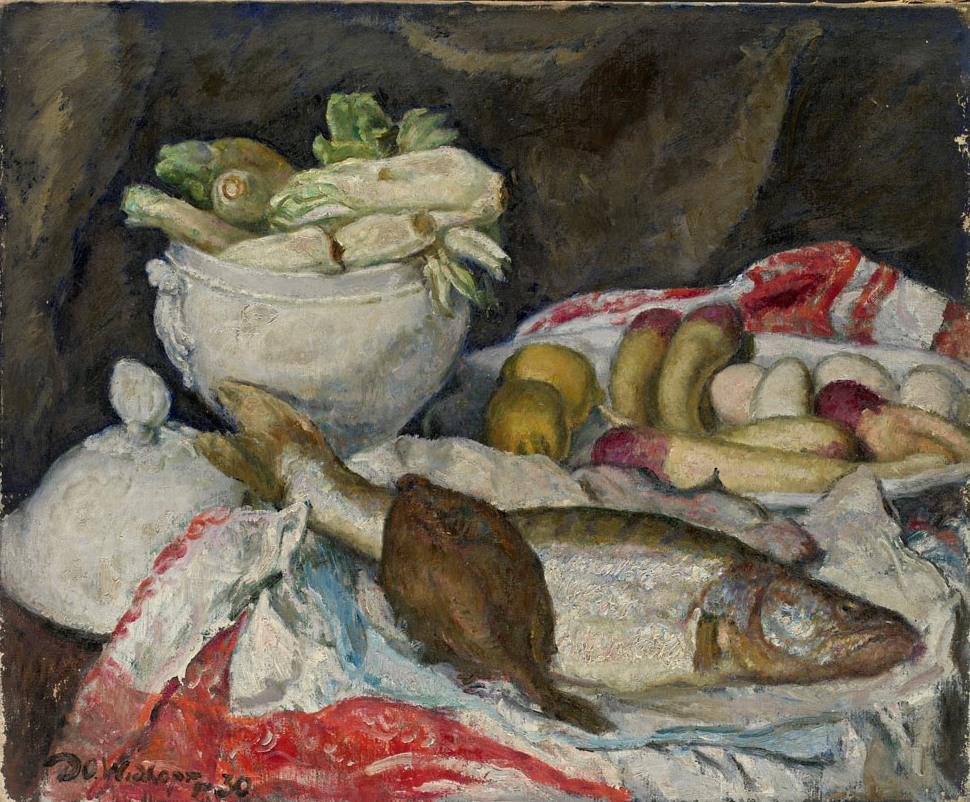
Натюрморт с рыбами